# Сасов Іван Семенович
Са́сов (Сас) Іва́н Семе́нович (? — 19 квітня 1693, Острогозьк) — військовий та адміністративний діяч Московської держави, полковник, стольник (з 1684).
За походженням — «з обрусілих німців». На думку Данилевича, Сас був англійцем на російській службі, слабо володів російською, оскільки лише у 1689 році почав підписуватися кирилицею (до цього підписував документи латиницею).
з 1660 — підполковник Білгородського разрядного полку, рейтарського строю
з 1668 — полковник «копейного и рейтарского строя». Командував полком копійщиків.
1674 — учасник походу на Чигирин
1676—1679 — воєвода міста Острогозьк
з 1679 — полковник Острогозького слобідського полку
У 1682 році на Саса скаржилися великоросійські «служилі люди» Острогозька, через «кривди та утиски», він був відставлений від полковництва, але, зрештою, виправдався. У 1690 році острогозькі приказні подали на нього супліку. Воєвода «гнівався і скаржився на його за те, що він великоросійських служилих людей записував у козаки, у полкову козацьку службу, а тих, котрі жили у своїх дворах проміж українцями, з домівок виселяв, бив і жити не дозволяв».
За часів полковництва Івана Саса будувались оборонні споруди по річці Сосна від міста Коротояк до міста Ольшанськ, а також відбувались масштабні фортифікаційні роботи на Полатовському валу (восени 1683)